# Gutach im Breisgau
Gutach im Breisgau is een plaats in de Duitse deelstaat Baden-Württemberg, en maakt deel uit van het Landkreis Emmendingen in het Zwarte Woud. Door de gemeente loopt de Elz.
Gutach im Breisgau telt 4.588 inwoners.
Gutach heeft een station aan de spoorlijn Denzlingen - Elzach.
Gutach im Breisgau bestaat uit de 3 Ortsteile Gutach, Bleibach en Siegelau.
De gemeente is sinds 1864 zetel van de fabrikant van naaigaren Gütermann (aantal werknemers in 2021: ca. 380). Ook heeft de plaats een grote brandewijnstokerij.

## Galerij

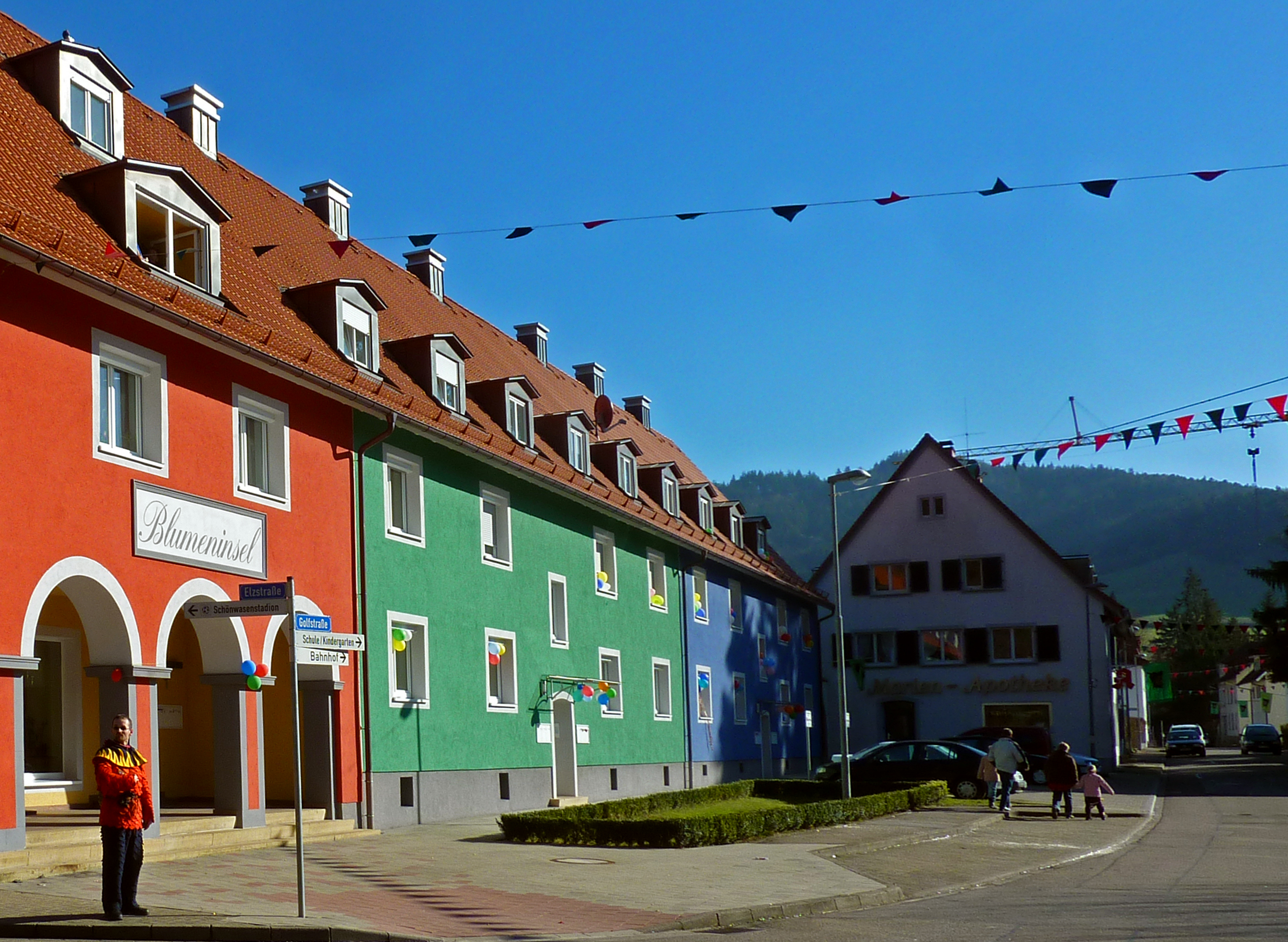
Huis Golfstraße 2, Gutach
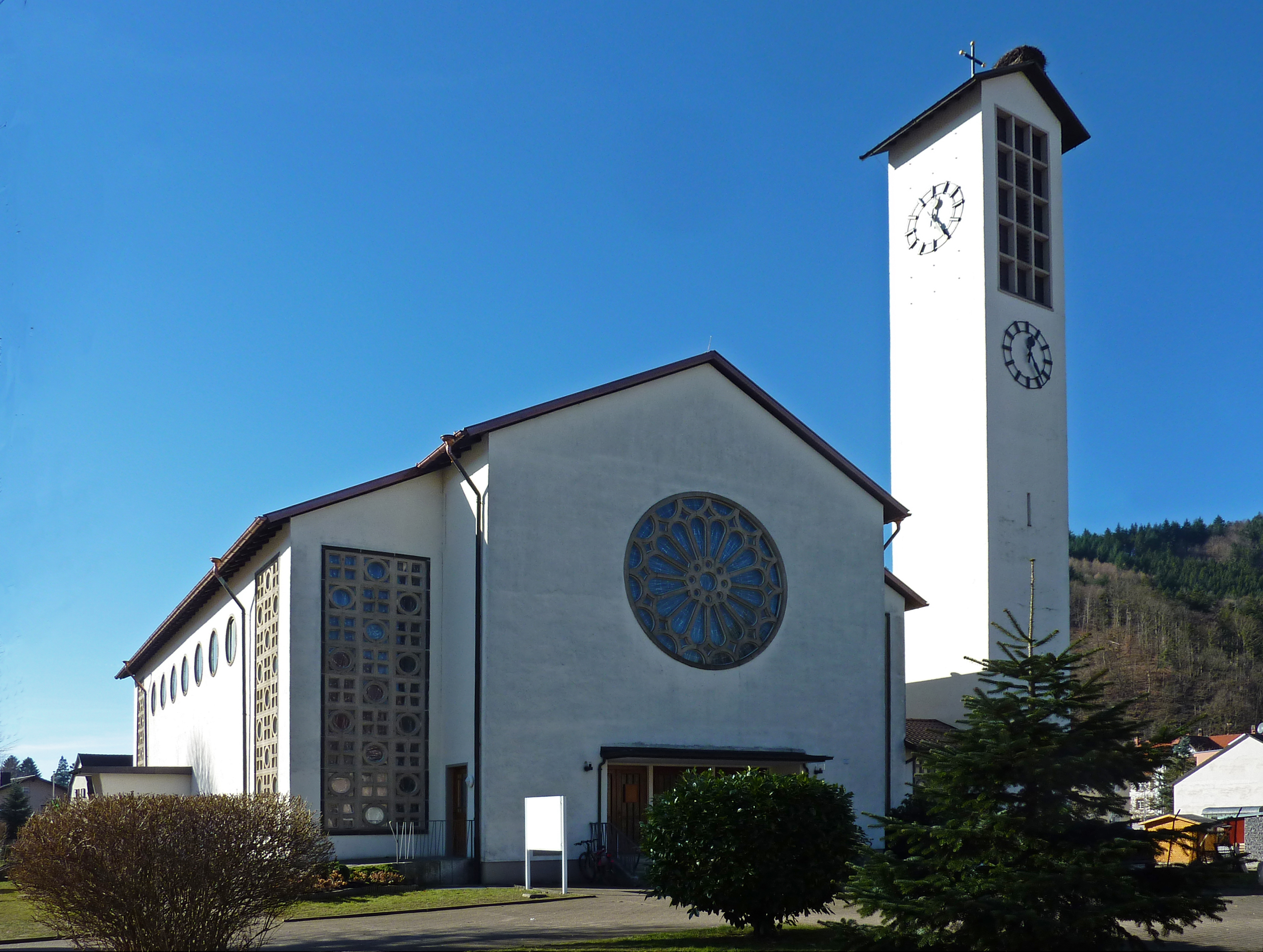
St. Michaelskerk
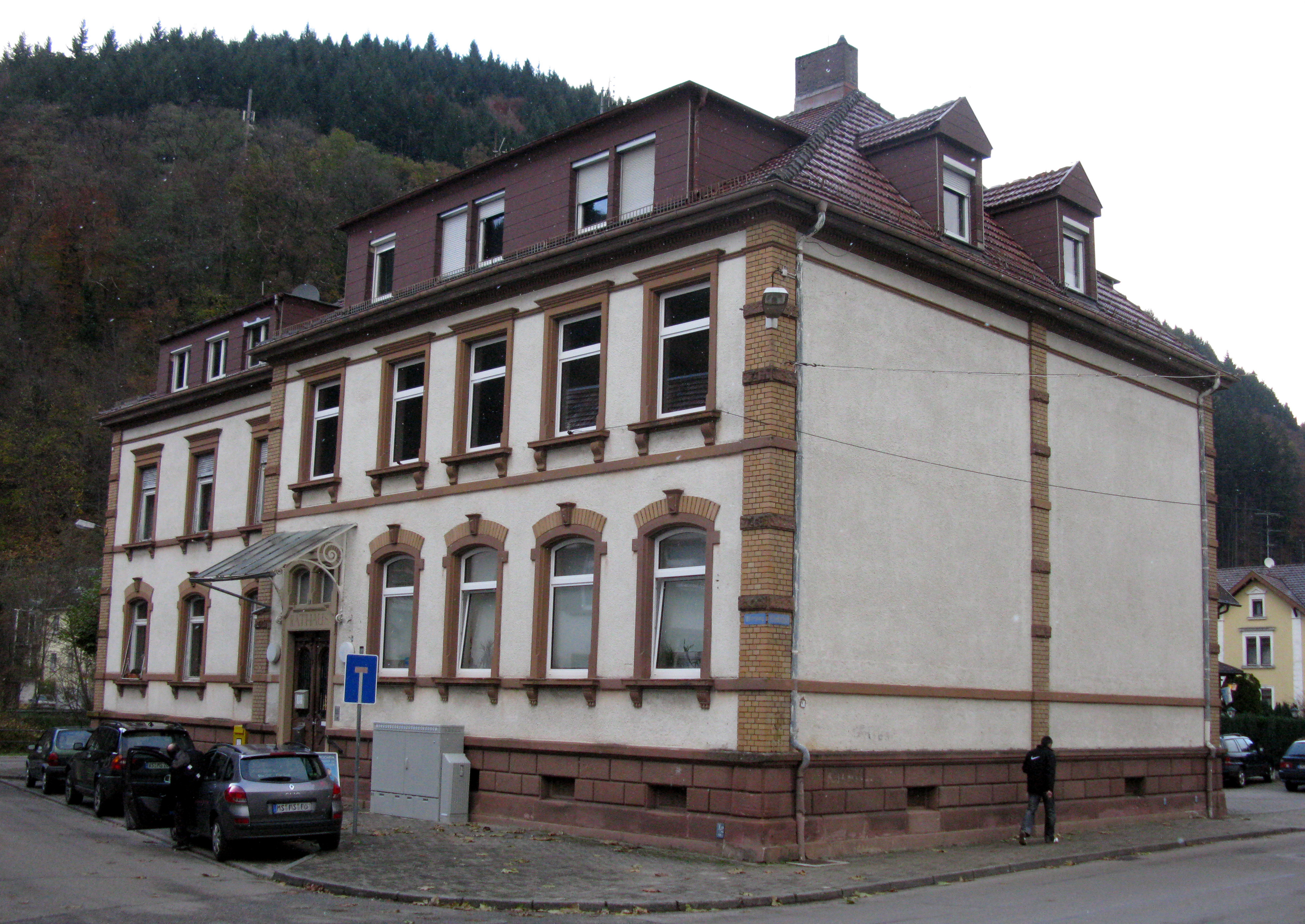
Gemeentehuis
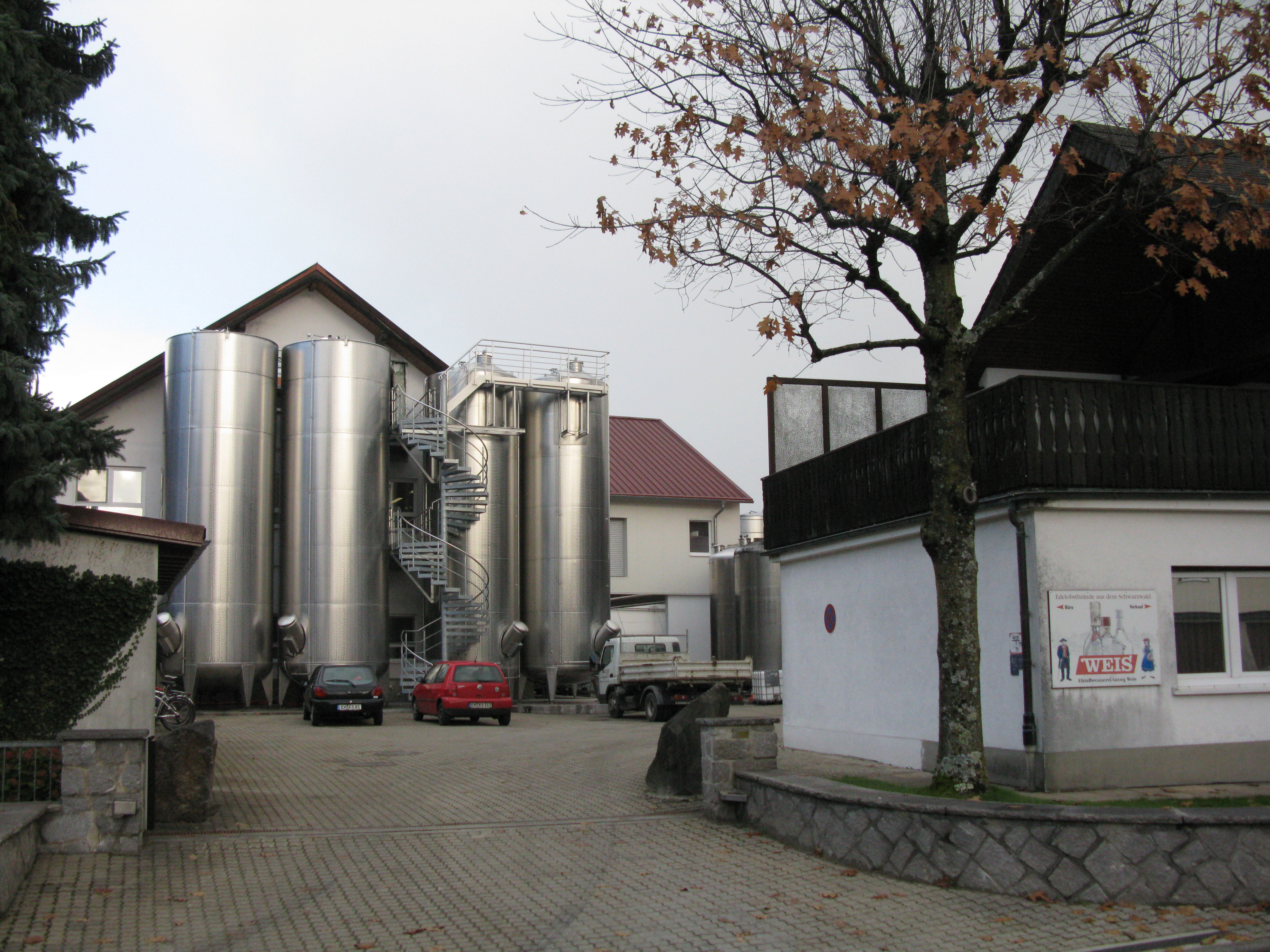
Brandewijnstokerij
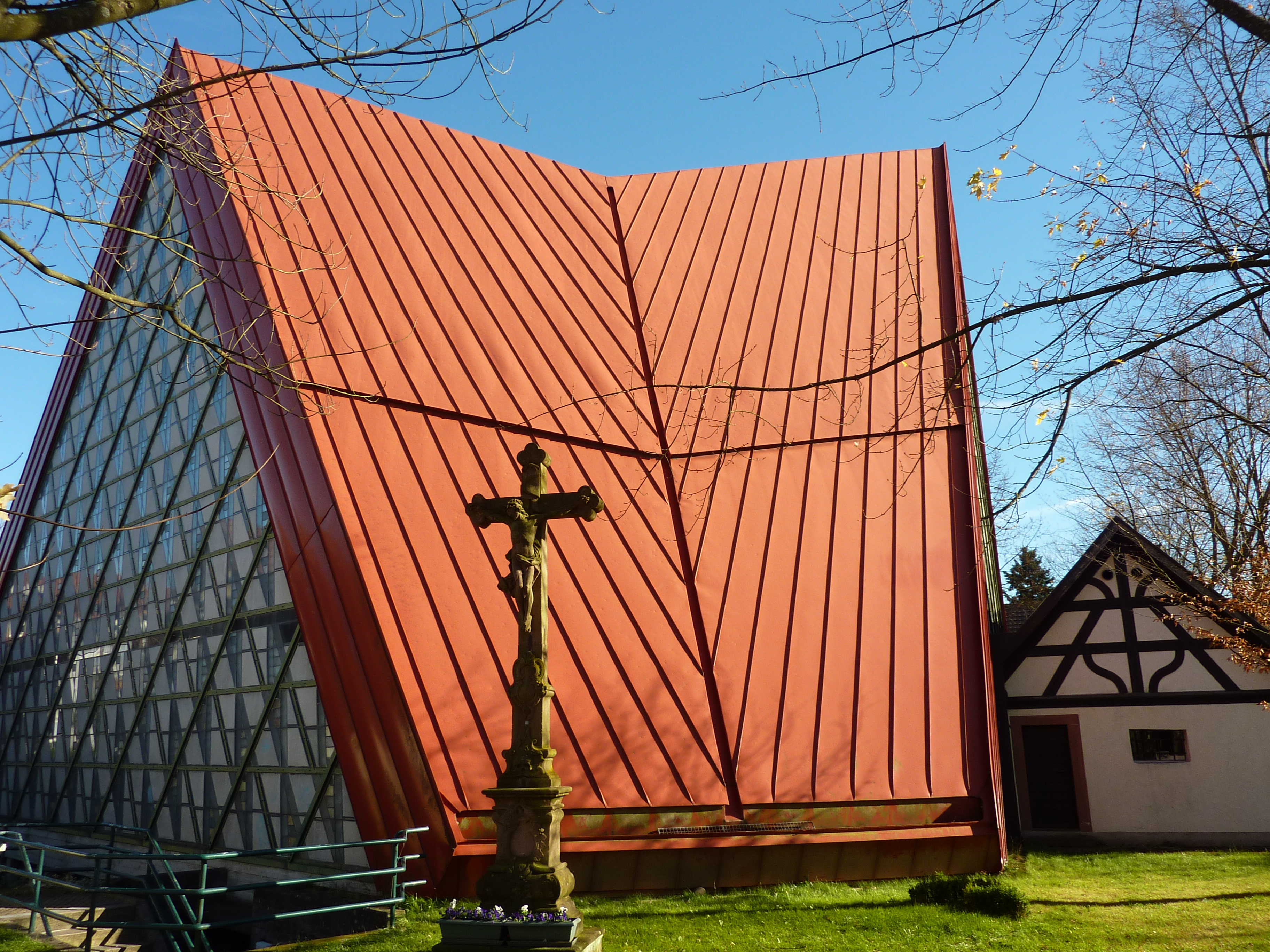
St. Joriskerk, Bleibach
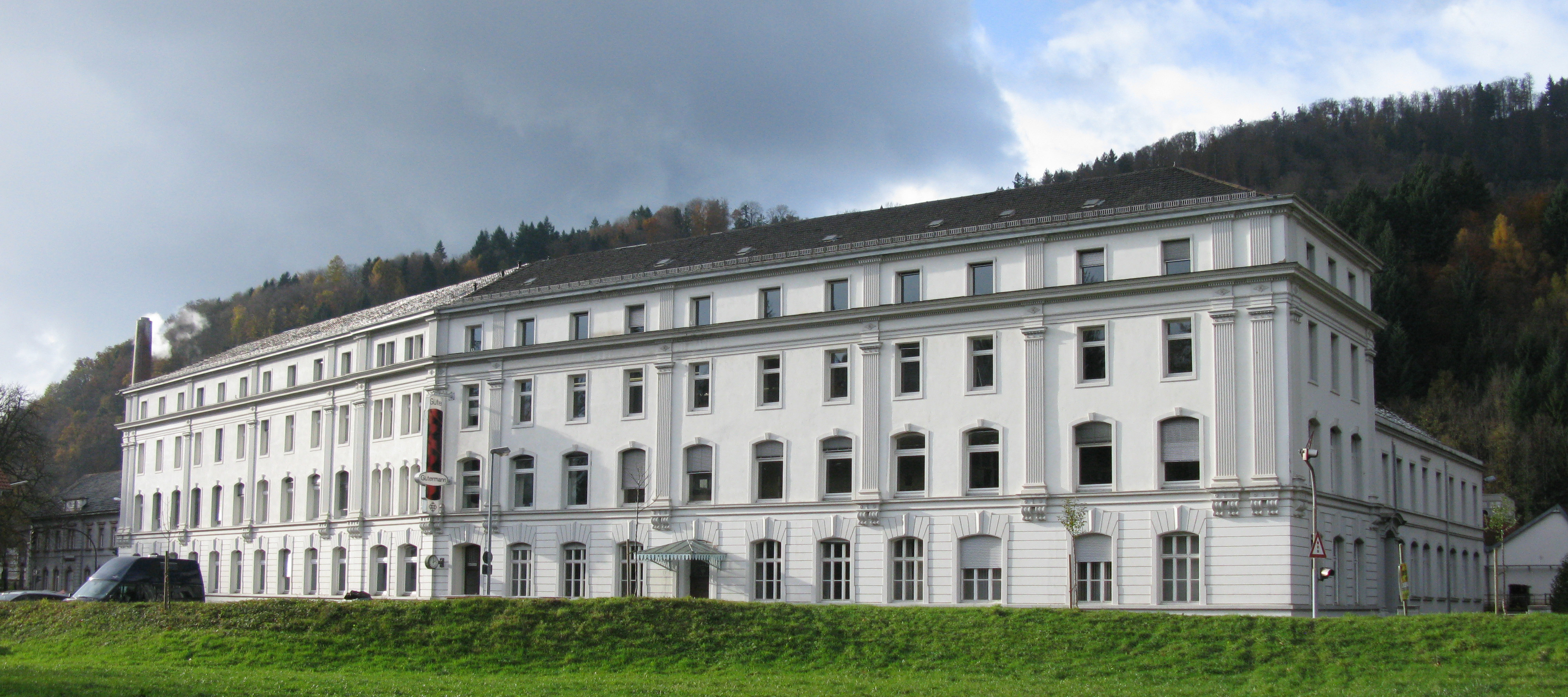
Fabriek van Gütermann naaigaren (1864)
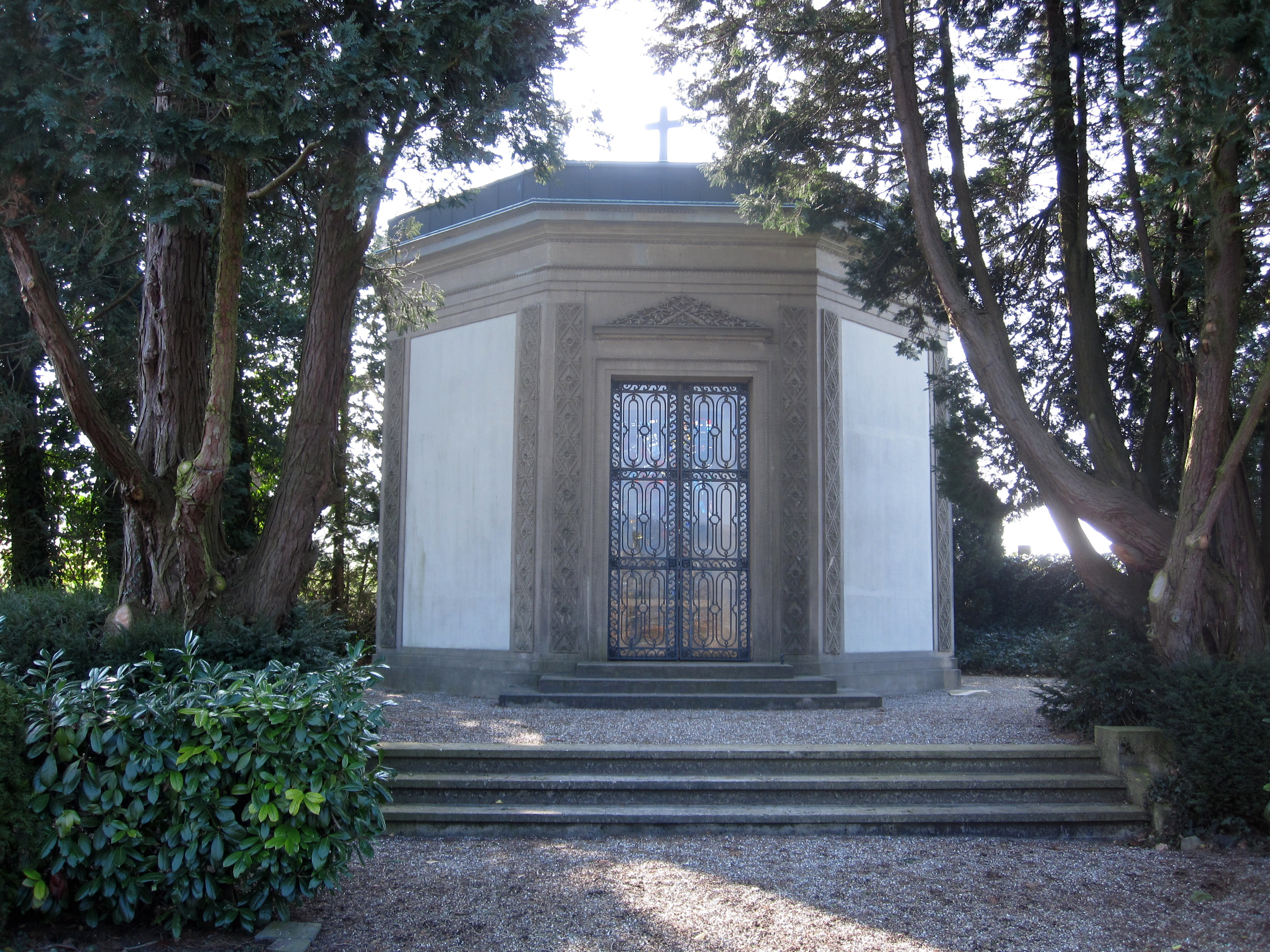
Urnenhal

Bahlingen am Kaiserstuhl ·
Biederbach ·
Denzlingen ·
Elzach ·
Emmendingen ·
Endingen am Kaiserstuhl ·
Forchheim ·
Freiamt ·
Gutach im Breisgau ·
Herbolzheim ·
Kenzingen ·
Malterdingen ·
Reute ·
Rheinhausen ·
Riegel am Kaiserstuhl ·
Sasbach am Kaiserstuhl ·
Sexau ·
Simonswald ·
Teningen ·
Vörstetten ·
Waldkirch ·
Weisweil ·
Winden im Elztal ·
Wyhl am Kaiserstuhl